# Csiborszerűek
A csiborszerűek (Hydrophiloidea) a rovarok (Insecta) osztályába, ezen belül a bogarak (Coleoptera) rendjébe és a mindenevő bogarak (Polyphaga) alrendjébe tartozó öregcsalád.

## Jellemzők
Több, mint 3200 fajukkal minden állatföldrajzi régióban megtalálhatóak az Antarktisz kivételével. Nagyobb részük vízi életmódot folytat; tavakban, patakokban, időszakos tócsákban fordulnak elő. Néhány fejlődési vonaluk szárazföldi élőhelyekhez alkalmazkodott: ezek trágyában (Sphaeridium), rothadó gombán találhatóak meg.
Lárváik minden esetben ragadozók; az imágók lehetnek törmelék- és algaevők is.

## Rendszerezés
Az öregcsaládba tartozó családok:
- Epimetopidae (Zaitzev, 1908)
- Fövenybogárfélék (Georissidae) (Laporte, 1840)
- Vésettcsiborfélék (Helophoridae) (Leach, 1815)
- Nyurgacsiborfélék (Hydrochidae) (Thomson, 1859)
- Csiborfélék (Hydrophilidae) (Latreille, 1802)
- Dajkacsiborfélék (Spercheidae) (Erichson, 1837)

Az ide sorolt családok korábban alcsaládként szerepeltek a csiborfélék (Hydrophilidae) családján belül. 

## Képek

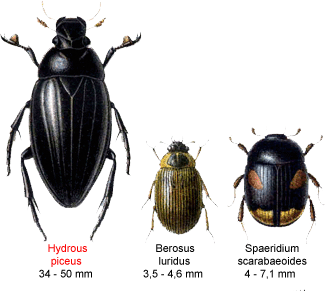
Különféle csiborok
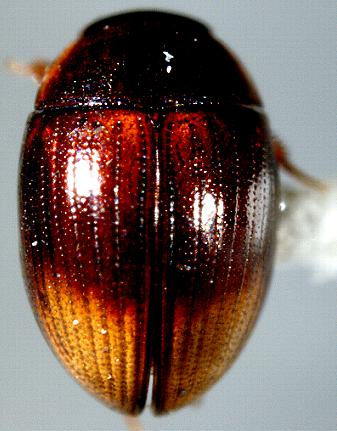
Cercyon sp. (Dajkacsiborfélék)
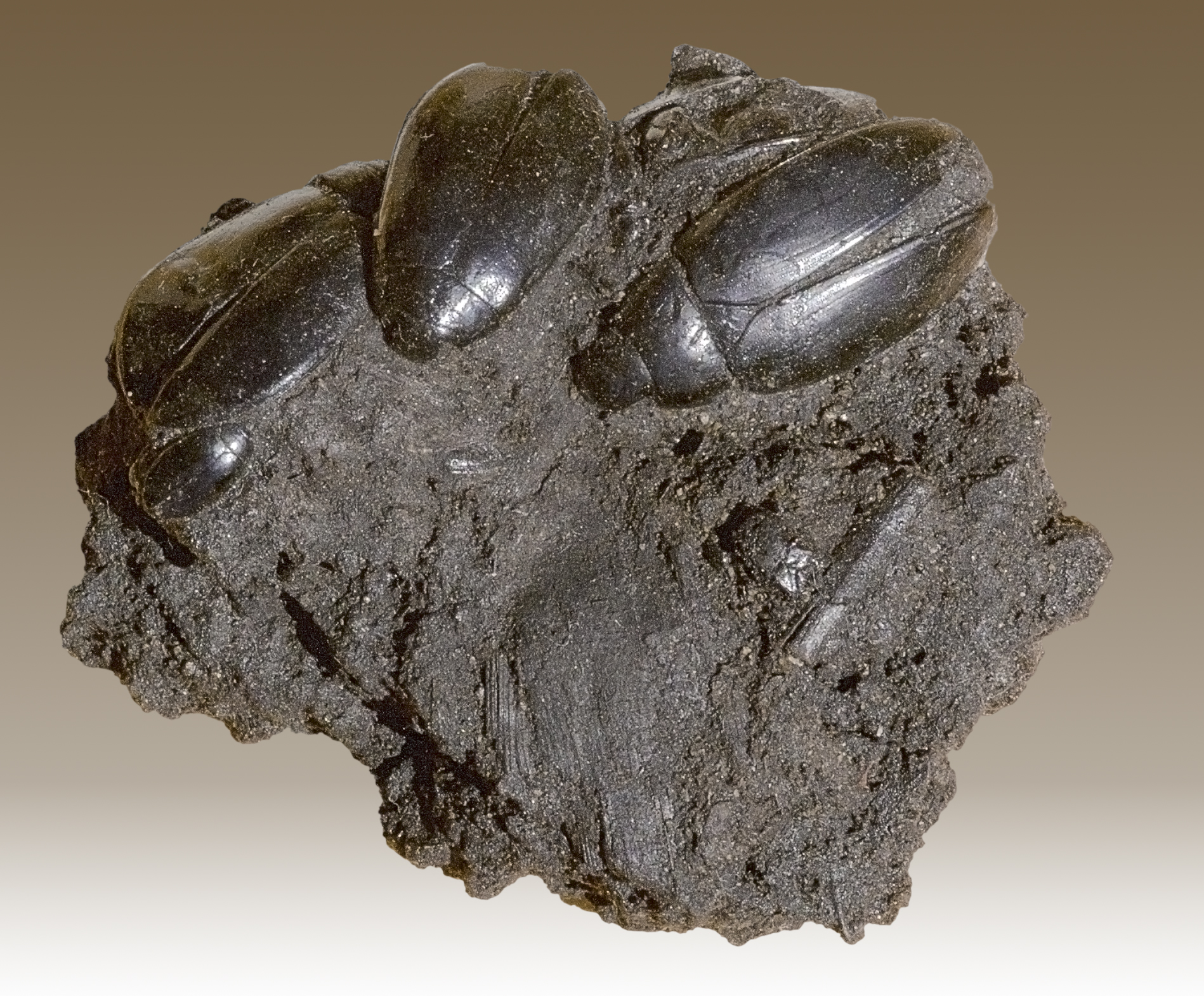
Fosszilis Hydrophilus sp. (Csiborfélék)
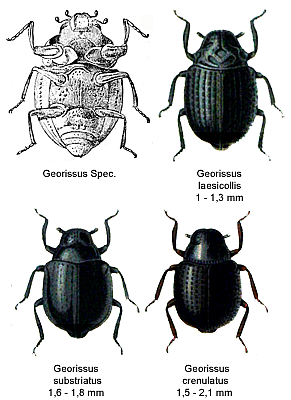
Különféle fövenybogárfélék
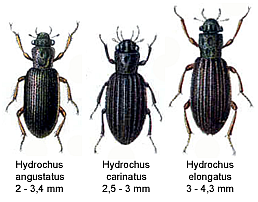
Különféle nyurgacsiborfélék

## Fordítás
- Ez a szócikk részben vagy egészben  a   Hydrophiloidea című angol Wikipédia-szócikk fordításán alapul.  Az eredeti cikk szerkesztőit annak laptörténete sorolja fel. Ez a jelzés csupán a megfogalmazás eredetét és a szerzői jogokat jelzi, nem szolgál a cikkben szereplő információk forrásmegjelöléseként.